# ブレイクスルー・トライアルシリーズ
『ブレイクスルー・トライアルシリーズ』は、伊園旬による日本の推理小説のシリーズ。第1作の『ブレイクスルー・トライアル』は第5回『このミステリーがすごい!』大賞の大賞受賞作。

## ストーリー
主人公の門脇雄介とその相棒の丹羽史郎がハイテク犯罪に立ち向かう。

## シリーズ作品
ブレイクスルー・トライアル
主人公の門脇と相棒の丹羽は、1億円の懸賞金がかけられたイベント〈ブレイクスルー・トライアル〉に参加することを決めた。これは、技術の粋を集めた研究所に侵入し、12時間という制限時間内に、決められたものを持ち帰るというものであった。彼らは、このイベントで優勝することで人生を変えようと思っていた。
東京湾岸奪還プロジェクト ブレイクスルー・トライアル2
門脇と丹羽のコンビは、抜群の侵入テクニックをもつ。丹羽の娘の茅乃が何者かに誘拐されてしまう。誘拐犯は門脇と丹羽のテクニックを要求し、3つのミッションを与える。ミッションの内容は、資産家が持っているアタッシュケースを奪取すること、最高責任者の指紋認証セキュリティを突破すること、広大な植物園に隠された小箱を探索することである。